# Oudehorne
Oudehorne est un village situé dans la commune néerlandaise de Heerenveen, dans la province de la Frise. Son nom en frison est Aldehoarne. Le 1er janvier 2006, le village comptait 865 habitants.